# La città senza nome (romanzo)
(Incipit)
La città senza nome è un romanzo del 2009 ispirato alla serie televisiva animata Code Lyoko. È stato scritto dallo scrittore italiano Davide Morosinotto con lo pseudonimo di Jeremy Belpois, uno dei protagonisti della serie, e pubblicato da Piemme Edizioni. 
Il libro è disponibile solo in italiano, in spagnolo ed in francese.

## Trama
Jeremy, Aelita, Ulrich, Odd e Yumi sono convinti che ormai XANA non esista più, ma in realtà si sbagliano. Scopriranno che Franz Hopper aveva molti più segreti di quanto potessero immaginare.